# Fraunhofer-Institut für Algorithmen und Wissenschaftliches Rechnen
Das Fraunhofer-Institut für Algorithmen und Wissenschaftliches Rechnen (SCAI, Scientific Computing and Algorithms Institute) ist eine Einrichtung der Fraunhofer-Gesellschaft. Das Institut hat seinen Sitz in Sankt Augustin auf dem Campus Schloss Birlinghoven, seine Aktivitäten sind der angewandten Forschung in den Bereichen angewandte Mathematik, Numerik und Informatik zuzuordnen. SCAI entwickelt innovative Methoden im Bereich Computational Science und setzt sie in die industrielle Praxis um. Dabei kombiniert SCAI mathematisches und informatisches Wissen mit einem Schwerpunkt in der Algorithmik.

## Geschichte
SCAI ist im Jahre 1992 aus dem Institut für Methodische Grundlagen der Informationstechnik der damaligen Gesellschaft für Mathematik und Datenverarbeitung (GMD) hervorgegangen. Die Inhalte des Instituts sind in der Informationstechnik durch Theorie und Praxis der Petrinetze, die nach Carl Adam Petri (bis 1990 einer der Leiter des Instituts) benannt sind, und in der Numerischen Mathematik durch Entwicklung und Anwendung der Mehrgittermethoden stark geprägt. Die Forschungsaktivitäten der GMD beinhalteten Grundlagenforschung und Anwendungsentwicklung. Seit der Fusion von GMD und FhG im Juli 2001 ist SCAI ein Institut der Fraunhofer-Gesellschaft und Mitglied der Fraunhofer-IuK-Gruppe.

## Forschungsschwerpunkte
Das Institut ist in zehn Geschäftsfelder gegliedert:
- Multiphysics, hier stehen gekoppelte Simulationen, bei denen Effekte aus unterschiedlichen physikalischen Disziplinen berücksichtigt werden müssen, im Schwerpunkt, z. B. die gleichzeitige Berechnung von Strömungsvorgängen und daraus resultierende Belastungen und Verformungen von Strukturen, wie beispielsweise Rohre und Behälter.
- Schnelle Löser, Thema ist die Entwicklung hocheffizienter mathematischer Verfahren und Software-Produkte zur Lösung großer Gleichungssysteme.
- Bioinformatik, hier konzentrieren sich die Forschungsaktivitäten auf drei Problemlösungsfelder der modernen Lebenswissenschaften: Modellierung neurodegenerativer Erkrankungen, Informations- und Wissensextraktion in den Life Sciences sowie Text und Big Data Analytics in den Life Sciences.
- Optimierung, Ziel ist die Entwicklung von Software-Produkten für den ressourcensparenden Einsatz von Personal und Material, für die optimale Auslastung von Produktionsanlagen und für die Minimierung von Transportkosten.
- High Performance Computing, Arbeitsinhalte sind die Entwicklung von effizienten Methoden, Werkzeugen und Software für hochparallele Multi- und Many-Core-Systeme sowie heterogene Systeme mit Beschleunigerkarten.
- High Performance Analytics, Themen sind Netzwerkanalyse, -simulation und -optimierung und Graph Mining, zum Beispiel für Schaltungen, Gas-, Wasser-, Öl- und Energietransport, sowie Robustes Design zur statistischen Analyse und Optimierung parameterabhängiger Aufgabenstellungen.
- Virtual Material Design, mit Hilfe moderner Multiskalen-Methoden und großer Parallelrechner werden innovative Werkstoffe mit interessanten Eigenschaften entwickelt und untersucht, noch bevor solche Stoffe real im Labor synthetisiert werden.
- Computational Finance, Ziel ist die Entwicklung hocheffizienter und robuster numerischer Verfahren, welche die Risiken von Finanzprodukten mit hoher Genauigkeit bei gleichzeitiger substanzieller Reduktion der Rechenzeiten bestimmen.
- Numerische datenbasierte Vorhersage, es werden effiziente numerische Verfahren entwickelt, die vorhandene und (halb-)automatisch gesammelte Daten zeitnah analysieren und daraus Prognosen über zukünftiges Verhalten generieren.
- Meshfree Multiscale Methods, es werden effiziente neue Mehrskalenmethoden entwickelt, mit deren Hilfe Materialversagen vorhergesagt oder das Bruchverhalten großer Bauteile berechnet werden kann.

Die in den Geschäftsfeldern zugrundeliegende Technologie basiert generell auf effizienten Algorithmen und innovativen Softwarelösungen, die verbesserte Lösungsansätze in der industriellen Praxis ermöglichen. So stammen die meisten Kunden aus dem Automobilbau, Schiffsbau, Werkzeug- und Maschinenbau, der Elektroindustrie, Textilindustrie sowie der pharmazeutischen und chemischen Industrie. Die kompetente Entwicklung spezialisierter, forschungsintensiver Softwareprodukte und deren Vermarktung stehen im Vordergrund. Dazu gehören u. a. die erfolgreichen Softwareprodukte SAMG (schnelle Algorithmen für schwach besetzte Gleichungssysteme), AutoNester und PackAssistant (die Lösung von Packungs- und Zuschnittproblemen) sowie MpCCI (multidisziplinäre Simulation).

## Kooperationen
Mit dem Bonn-Aachen International Center for Information Technology (B-IT), einer gemeinsamen Einrichtung der Universität Bonn, der RWTH Aachen und der Fraunhofer-Institute in Sankt Augustin, besteht eine vertragliche Kooperation in der Bioinformatik.
Fraunhofer SCAI ist Mitglied der Fraunhofer-Allianzen „Numerische Simulation von Produkten und Prozessen“ und „Cloud Computing“. Die Allianz der „Numerischen Simulation“ besteht aus zwanzig Fraunhofer-Instituten, die sich mit der Entwicklung und Verbesserung von Simulationsverfahren beschäftigen. In der Fraunhofer-Allianz „Cloud Computing“ kooperieren acht Institute im Bereich Cloud IT und Software-as-a-Service. Je nach Anwendungsbedarf arbeiten die Partner in industriellen oder in wissenschaftlichen Forschungskooperationen zusammen. Dadurch sind interdisziplinär basierte Lösungen aus einer Hand möglich.
Zudem arbeitet das Fraunhofer SCAI zusammen mit seinen Partnern an zahlreichen Forschungsprojekten. Die Projekte werden vom Bundesministerium für Bildung und Forschung (BMBF), Bundesministerium für Wirtschaft und Technologie (BMWi), der Europäischen Kommission oder intern von der Fraunhofer-Gesellschaft gefördert.
Fraunhofer SCAI ist Teil des Fraunhofer-Verbundes „Informations- und Kommunikationstechnik“ (IuK), dem insgesamt 17 Fraunhofer-Institute angehören.

## Infrastruktur
Im Institut arbeiten rund 140 Mitarbeiter, die wissenschaftlichen Mitarbeiter gehören den Fachrichtungen Mathematik, Informatik, Ingenieurwissenschaften, Physik, Biologie und Chemie an. 
Der Betriebshaushalt im Geschäftsjahr 2014 lag bei 10 Millionen Euro, rund 25 % davon kommen aus der Grundfinanzierung, welche zu 90 % aus Bundesmitteln finanziert wird. Die Drittmittelquote lag in dem Jahr bei rund 75 %. Diese kommen aus der Auftragsforschung für die Wirtschaft, Software-Lizenzen sowie Projektmitteln des Bundes und der Europäischen Kommission.
Das Institut wird von Michael Griebel geleitet, der bis 2016 zugleich geschäftsführender Direktor des Instituts für Numerische Simulation (INS) der Universität Bonn war.

## Auszeichnungen
Mit dem Innovationspreis für Klima und Umwelt (IKU) 2010 in der Kategorie „Umweltfreundliche Produkte und Dienstleistungen“ wurde das Fraunhofer SCAI ausgezeichnet für die AutoPacker-Suite, eine Software zur Optimierung von 2D-Materialzuschnitten und 3D-Objektverpackungen, die bis zu 20 % Ressourceneinsparungen ermöglicht.